# CSM Câmpia Turzii
CSM (Clubul Sportiv Municipal) Câmpia Turzii (club care a avut și alte denumiri:, Metalul, Energia, Industria Sȃrmei, Seso) este un club de fotbal din Câmpia Turzii, România.
Cele mai bune performanțe ale echipei au fost participările în prima ligă (divizie) din sezoanele 1952, 1954 și finala Cupei României din 1956.
Culorile clubului sunt galben albastru iar jucătorii echipei sunt adeseori numiți sârmari datorită fotbaliștilor care în trecut erau angajați ai fabricii din Câmpia Turzii.
Echipa din Câmpia Turzii este în rivalitate cu o altă echipă a județului Cluj, Sticla Arieșul Turda.

## Cronologia numelor
| Nume                           | Perioada  |
| ------------------------------ | --------- |
| Industria Sârmei Câmpia Turzii | 1921–1950 |
| Metalul Câmpia Turzii          | 1950–1956 |
| Energia Câmpia Turzii          | 1956–1957 |
| Industria Sârmei Câmpia Turzii | 1957–2008 |
| Mechel Câmpia Turzii           | 2008–2009 |
| Seso Câmpia Turzii             | 2009–2013 |
| Industria Sârmei Câmpia Turzii | 2013–2017 |
| CSM Câmpia Turzii              | 2017–2021 |

## Istoric

### Perioada de început
Clubul sportiv a luat ființă în anul 1921, având atunci denumirea Industria Sârmei. Până în 1936, echipa a activat în campionatul districtual și regional.

### Ascensiunea spre liga I.

Stema veche 1957-2008.

În 1936-1937 joacă în Divizia C, iar în 1937-1938 câștigă dreptul de a promova în Divizia B. După promovare, continuă să activeze în eșalonul secund până în 1941.
În 1950-1951, echipa redenumită Metalul, trece pragul primei divizii cu antrenorul Gheorghe Hanga. Metalul nu reușește să facă față primului eșalon și după un an revine în Divizia B. A urmat o nouă promovare în Divizia A (1953) dar și cea de-a doua prezență divizionară A nu a durat mai mult de un an. In amintirea colectivă ai anilor de glorie 1952-1954 au rămas fundașii Lazăr, Mari, Felecan, și mijlocașii Ban și Ruzici.

### Evoluția în liga a II-a și cupa României.
Din 1954 până în 1969 echipa a jucat fără întrerupere în Divizia B. În acest interval de timp echipa și-a schimbat numele în Energia (1957-1958), a revenit la denumirea de Industria Sârmei (1959), fiind la un pas de Divizia A (locul II în 1964-1965) și a jucat o finală a Cupei României în 1956, când a pierdut cu 0-2 în fața echipei Progresul Oradea.

### Evoluții oscilante între liga a II-a și a III-a.

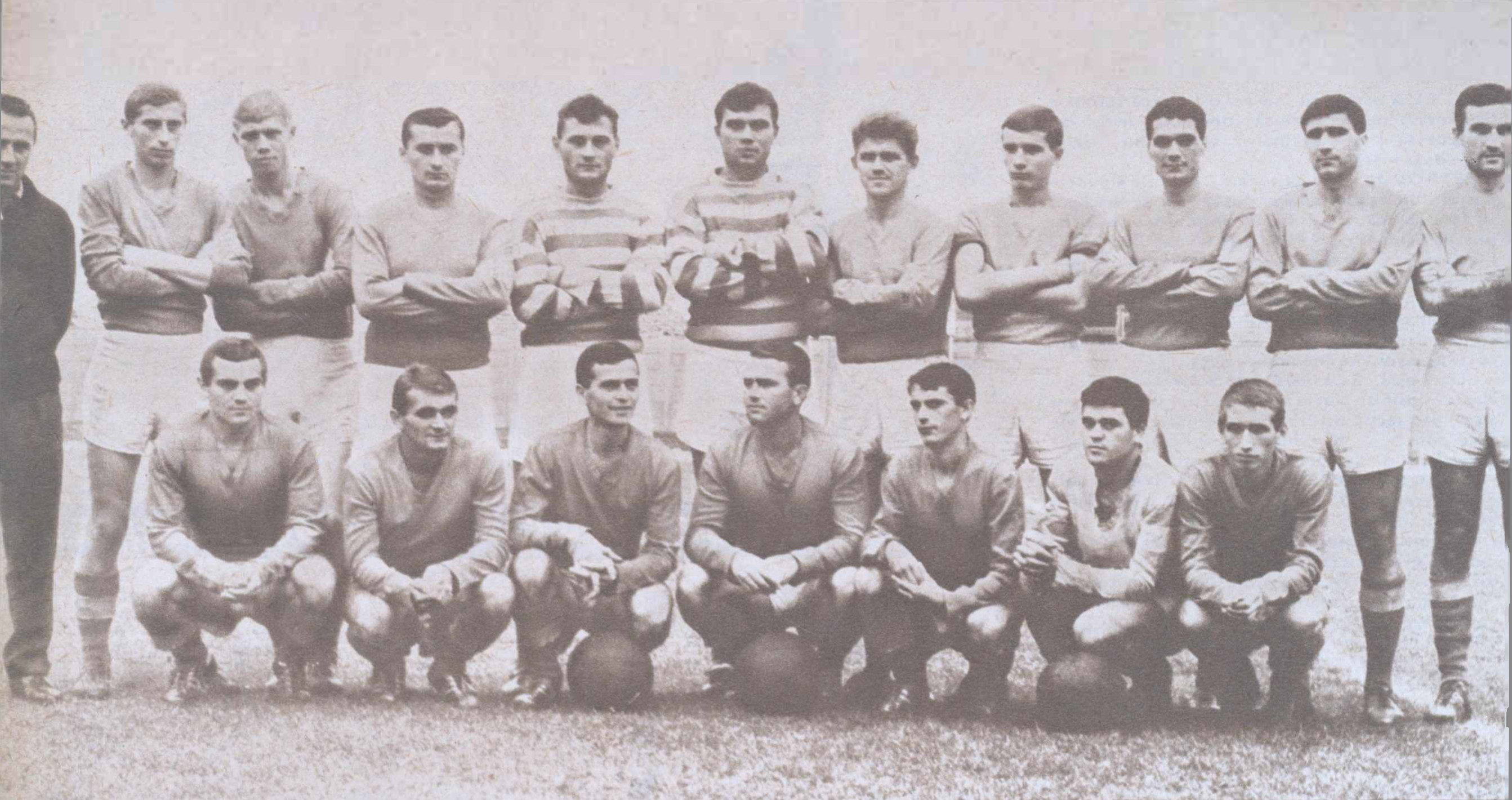
Echipa din sezonaul 1966-1967

Stema veche 2008-2009.

La sfârșitul campionatului 1968-1969, Industria Sârmei retrogradează în Divizia C, apoi revine în Divizia B (1973) sub conducerea antrenorului Ștefan Hidișan. După patru campionate în Divizia B (1973-1977), echipa retrogradează în Divizia C, de unde antrenorul Titus Farcaș o readuce în eșalonul secund în vara anului 1978. Au urmat alți doi ani divizionari B (1978-1980), încă doi ani în Divizia C, după care același antrenor Titus Farcaș promovează echipa în Divizia B, în care însă nu au rezistat decât până în 1985. În continuare, joacă în Divizia C (1985-1992), retrogradează în campionatul județean (1992-1995) și, din 1995-1996, se menține constant în Divizia C. În sezonul 2000-2001 promovează în Divizia B unde reușește în 2003 să ocupe locul 4. La finele campionatului din 2007-2008 Industria Sârmei ocupă locul 11, iar în pauza competițională își schimbă denumirea în CS Mechel Câmpia Turzii. Dar această schimbare s-a dovedit a fi dezastruoasă, deoarece la sfârșitul sezonului 2008–09 clubul a fost retrogradat în Liga a III-a.
Clubul a fuzionat cu SeSo Iara în vara anului 2009, după ce firma Mechel și-a retras susținerea financiară a echipei, schimbându-și numele în SeSo Câmpia Turzii. Patronul echipelor SeSo Iara și SeSo Câmpia Turzii este omul de afaceri Gheorghe Irimieș. Numele echipei (SeSo) se compune din primele litere ale prenumelui uneia dintre rudele patronului și din primele litere ale magazinului clujean SORA, deținut de Gheorghe Irimieș. În sezoanele următoare, a fost foarte aproape de promovarea înapoi în Liga a II-a, terminând pe locul 2 în 2010 și 2011. În 2012 a terminat pe locul 6, iar în 2013 pe locul 7.

### Încercări de supraviețuire
În vara anului 2013 clubul a fost dizolvat.
În aceeași vară, clubul a fost reînființat sub numele de Industria Sârmei 1921 Câmpia Turzii.
Ca urmare a unor probleme financiare, clubul a intrat din nou într-un impas în iarna lui 2017, prăbușindu-se în vara lui 2017; a fost refondată, de data aceasta ca CSM Câmpia Turzii.

## Palmares
Campionatul României
- Locul 12 1952
- Locul 13 1954

 Liga a II-a
 Campioni (1) : 1951,
 Vicecampioni (2): 1953, 1964-65
 Liga a III-a
 Campioni (4) : 1937-1938, 1977-1978, 1981-1982, 2000-2001
 Vicecampioni (1): 1972-1973)
 Cupa României
 Finaliști (1): 1956

## Stadion

Tribuna din lemn a stadionului din Cluj în 1911 adusă în 1960 la Câmpia Turzii.

La 21 iulie 1908 atletul clujean Ștefan Somodi a obținut locul 2 la Olimpiada de la Londra. Având în vedere faptul că acesta se antrena prin curțile școlilor, edilii orașului Cluj au hotărât construirea unui stadion pe un teren din Parcul Orașului. Prima tribună a Stadionului Orașului a fost confecționată din lemn și avea o capacitate de 1.500 locuri. Sub ea au fost amenajate vestiarele, dar și cămăruțe în care puteau locui fotbaliștii. Inaugurarea oficială a stadionului a avut loc în 1911 când o selecționată a Clujului învingea echipa Galatasaray Istanbul cu scorul de 8-1.
După aproape 50 de ani, în 1960 tribuna din lemn a fost mutată la Câmpia Turzii. Ulterior aceasta a fost înlocuită cu o altă tribună, care există și în prezent.
Stadionul Mihai Adam sau stadionul din Câmpia Turzii, a mai purtat și numele de Mechel-ISCT, inițialele venind de la Industria Sârmei Câmpia Turzii, principala industrie din oraș, iar Mechel proprietarul care a cumpărat combinatul. Stadionul Mihai Adam și-a primit numele de la golgeterul ligii întâi in trei ani, născut în Câmpia Turzii.
Stadionul Mihai Adam este un stadion multifuncțional, folosit mai mult la meciuri de fotbal. Are o capacitate de 2.700  de locuri. Deschis in 1908, a fost renovat în 1960 aducând tribuna de lemn a stadionului orășenesc clujean la Câmpia Turzii, fiind declarată in 2014 de primărie monument istoric de nivel local, demers aprobat de ministerul culturii și cultelor.

## Jucători

### Lotul sezonului 2009-2010
| Nr. |         | Poziție | Jucător         |
| --- | ------- | ------- | --------------- |
| -   | România | P       | Călin Moldovan  |
| -   | România | P       | Andrei Ursu     |
| -   | Ungaria | F       | Levente Kelemen |
| -   | România | F       | Remus Rițiu     |
| -   | România | F       | Bogdan Mitrea   |
| -   | România | F       | Alin Șuteu      |
| -   | România | F       | Marius Purcar   |
| -   | România | F       | Alin Motet      |
| -   | România | F       | Radu Târcea     |
| -   | România | F       | Cosmin Seicoban |
| -   | România | F       | Raul Pasca      |
| -   | România | M       | Paul Ghenti     |

| Nr. |         | Poziție | Jucător               |
| --- | ------- | ------- | --------------------- |
| -   | România | M       | Sergiu Mărginean      |
| -   | România | M       | Cristian Grigoroscuta |
| -   | România | M       | Vlad Ronea            |
| -   | România | M       | Ionuț Gălățean        |
| -   | România | M       | Alin Farcaș           |
| -   | România | M       | Dan Chifor            |
| -   | România | M       | Tudor Mureșan         |
| -   | România | M       | Alec Lucian           |
| -   | România | A       | Rareș Sanacira        |
| -   | România | A       | Adrian Fertea         |
| -   | România | A       | Călin Petrescu        |
| -   | România | A       | Darius Ilea           |

### Jucători importanți
•🇷🇴 Fodor Stefan Levente
- Petre Carapeț
- Cârlan Horea
- Niculescu
- Alexandru Mari
- Ion Mureșan II
- Tiberiu Ban
- Iosif Ruzici
- Gheorghe Cacoveanu
- Moldovan
- Teodor Copil II
- Ioan Szigeti
- Ioan Uleșan
- Nicolae Safar
- Anghel Burian
- Dionisie Crăciun
- Moldovan Emanuel
- Vasile Felecan
- Mihail Roman
- Rațiu
- Emil Mureșan I
- Ștefan Urcan
- Dumitru Stancu
- Belciuc
- Vasile Horvath
- Iosif Bartha
- Kurti
- Gavril Raksi
- Ion Mihai
- Zoltan Csasar
- Gheorghe Mândruț
- Adrian Anca
- Alin Rus
- Ștefan Sorin Oncică
- Florin Hidișan
- Eduard Scarlat
- Cristian Fogarassy
- Raul Oliver Unchiaș
- Nicolae Ștefan Kiraly
- Lucian Perde
- Cătălin Valentin Bucur
- Călin Cristian Moldovan
- Cornel Gheți
- Adrian Dumitru Borza
- Gabriel Rotaru
- Dumitru Marius Zăvoi
- Vasile Ghindaru
- Marius Ioan Bilașco
- Dan Matei
- Sabin Cosmin Goia
- Radu Mircea Neguț
- Csaba Kiss
- Gheorghe Bar
- Bogdan Costea
- Aurel Timar
- Paul Ghenți